# 有楽流
有楽流（うらくりゅう）は、織田信長の実弟織田長益（有楽）に始まる武家茶道の流派の一つ。四男織田長政の系統の大和芝村藩、五男織田尚長の系統の大和柳本藩の家中で嗜まれ、現在は長政の末裔を宗家としている。また長益の嫡男織田頼長（道八）、その嫡男織田長好、信長の孫織田貞置と継承され、貞置以降のものを貞置流ともいう。さらに、貞置の甥織田貞幹を召し抱えた尾張藩の家中に伝えられ、現在まで続く流派として尾州有楽流（びしゅううらくりゅう）がある。

## 歴史
流祖・織田長益は織田信長の弟で、本能寺の変の後にまず信長の次男信雄に仕えて小牧・長久手の戦いの和議を成立させ、信雄改易後は豊臣秀吉に、秀吉没後は徳川家康に仕えた。大坂冬の陣では大坂方について和議交渉にあたり、これが成立すると京都に隠居した。茶人としては武野紹鴎を師として仰いだという伝承があり、本能寺の変の前後から活動が知られている。有楽と号したのは秀吉に仕えてからと考えられている。利休七哲の一人に加えることもあるが、七哲は秀吉から台子の相伝を受けたのに対して、有楽は秀吉面前で利休から相伝を受けるという別格に遇されている。茶風としてはなにより「客を饗なす」ことを重んじ、ついで古人に倣って研鑽する中から創意工夫を生むことを良しとした。その集大成ともいえるのが、隠居所として復興した京都建仁寺正伝院に設けた茶室・如庵である。
有楽の茶道は嫡男頼長（道八）、四男長政、五男尚長などに受け継がれた。有楽は関ヶ原の戦い後に家康から加増を受け、摂津・大和に3万石を領する大名（味舌藩）となっていたが、長政と尚長に1万石ずつ分与し、残りを自身の隠居料とした。おそらく後継者に考えていた頼長（道八）は元和6年（1621年）に先立ち、その長男長好を引き取るものの、相続はかなわなかった。長好は茶人として名を成すが子女はなく、慶安4年（1651年）に没することでその血脈は絶えた。
織田貞置は織田信長の九男信貞の次男で1000石の旗本であったが、長好の没後に有楽流を継承し、高家として多くの門弟を抱えた。貞置の系統を特に貞置流と称することがある。貞置流織田家は高家旗本として幕末に至る。貞置の甥貞幹は尾張藩に仕えて有楽流を伝え、歴代平尾数也（すうや）や粕谷家といった茶頭たちによって幕末まで伝えられ、現在も尾州有楽流として続いている。
一方、1万石の大名となった長政と尚長の家系はそれぞれ大和芝村藩・柳本藩として続き、有楽流を代々御流として伝えて幕末に至った。明治維新後、家系はともに子爵家として存続したものの、有楽流は他の武家茶道の諸流派同様に凋落したが、昭和になってから上田宗福(竹田民)の働きにより、柳本織田家を最高顧問として有楽会を設立し有楽流を再興した。

## 歴代
| 代   | 名       | 生没年                        | 備考                                           |
| ---- | -------- | ----------------------------- | ---------------------------------------------- |
| 一   | 織田長政 | 1587年-1670年2月18日          |                                                |
| 二   | 織田長定 | 1616年-1672年閏6月4日         |                                                |
| 三   | 織田長明 | 1660年-1699年7月10日          |                                                |
| 四   | 織田長清 | 1662年-1722年10月7日          | 宇陀松山藩織田家3代長頼の三男                  |
| 五   | 織田長弘 | 1696年-1714年7月19日          | 長清の三男                                     |
| 六   | 織田長亮 | 1698年-1733年6月7日           | 長清の五男                                     |
| 七   | 織田輔宜 | 1732年-1799年8月29日          |                                                |
| 八   | 織田長教 | 1733年-1815年7月30日          | 長亮の三男                                     |
| 九   | 織田長宇 | 1767年-1839年5月25日          |                                                |
| 十   | 織田長恭 | 1801年-1879年3月7日           |                                                |
| 十一 | 織田長易 | 1824年-1873年1月31日          | 苗木藩11代遠山友寿の五男で長恭の娘婿           |
| 十二 | 織田長猷 | 1852年7月21日-1880年6月30日   | 長易の長男                                     |
| 十三 | 織田長純 | 1856年10月25日-1920年11月29日 | 長易の三男                                     |
| 十五 | 織田長繁 | 1918年5月29日-1992年9月11日   | 長純の弟長表の長男長義の長男、岐阜教育大学教授 |
| 十六 | 織田宗澄 | 1923年-2009年7月18日          | 長繁夫人、末松春彦子爵の長女                   |
| 十七 | 織田宗裕 |                               | 長繁の長女、当代                               |